# Paradela (parroquia)
Paradela (llamada oficialmente San Miguel de Paradela) es una parroquia española del municipio de Paradela, en la provincia de Lugo, Galicia.

## Organización territorial
La parroquia está formada por ocho entidades de población:
- Abelaira (A Abelaira)
- Camporredondo (Campo Redondo)
- Carretería (A Carretería)
- Millarados
- Pacios
- Rondulfe
- Rodillón
- San Pedro

## Demografía
| Gráfica de evolución demográfica de Paradela entre 2000 y 2020 |
|                                                                |
| Datos según el nomenclátor publicado por el INE.               |